# Sam Hou Fai
Sam Hou Fai (Zhongshan, mayo de 1962) es un juez chino, actual jefe ejecutivo de Macao desde diciembre de 2024. Anteriormente que se desempeñó como presidente del Tribunal de Apelación Final de Macao de 1999 a 2024.

## Biografía
Sam nació en mayo de 1962 en China y se crio en Zhongshan. Después de ingresar a la universidad en 1978, ingresó a la facultad de derecho en 1981 y obtuvo su licenciatura en derecho en la Universidad de Pekín en China continental. Después de ejercer la abogacía en China, se trasladó a Macao en 1986, estudió en la Universidad de Coimbra y se incorporó al Ministerio Público de Macao en 1995.

## Carrera jurídica
En 1997, Sam se convirtió en juez del Tribunal de Primera Instancia y más tarde fue elegido miembro del Consejo de Justicia.
El 20 de diciembre de 1999, el Jefe del Ejecutivo lo nombró Presidente del Tribunal de Apelación Final. También ocupa los cargos de Presidente del Consejo de Magistrados Judiciales, Miembro de la Comisión Independiente de Recomendación de Jueces, Miembro del Comité de Trabajo sobre Asistencia Jurídica Regional y Asistencia Jurídica Mutua Internacional y Honorable Presidente de la Asociación de Promoción de la Ley Básica de Macao. Durante su mandato se desempeñó como juez presidente del caso de corrupción de Ao Man Long.

## Carrera política
El 26 de agosto de 2024, el director ejecutivo Ho Iat Seng anunció la renuncia de Sam como presidente del Tribunal de Apelación Final y tenía la intención de presentarse a las elecciones de director ejecutivo de 2024. Anunció oficialmente su intención de presentarse como candidato el 28 de agosto de 2024.
Sam obtuvo 386 de las 400 nominaciones del Comité Electoral antes de la fecha límite del 12 de septiembre, lo que representa el 96,5% de sus miembros, lo que lo convirtió en el único candidato a la elección de jefe ejecutivo. Si es elegido, se convertirá en el primer jefe ejecutivo de Macao nacido en China continental y sin experiencia empresarial.